# Musée Éden
Musée Éden est une série télévisée québécoise historique en neuf épisodes de 45 minutes écrite par Gilles Desjardins, réalisée par Alain DesRochers et diffusée entre le 16 mars et le 11 mai 2010 à la Télévision de Radio-Canada.
En janvier 2010, alors que la série n'est pas encore diffusée au Québec, le distributeur français Double V annonce qu'il est intéressé à vendre la série en France pour une éventuelle diffusion dans l'Hexagone. Elle y est diffusée, en version doublée, à partir du 29 mai 2011 sur TPS Star et depuis le 31 mars 2012 sur Ciné+ Frisson.

## Synopsis
L'histoire se déroule en 1910 à Montréal, au Québec, alors qu'un meurtrier terrorise la ville. Dans la même période, Florence et Camille Courval, deux sœurs canadiennes françaises originaires du Manitoba, héritent du Musée Éden, où sont abritées des statues de cire en lien avec l'actualité criminelle.

## Production
Faute de budget à Radio-Canada, seulement six épisodes (au lieu de neuf) seraient produits pour une deuxième saison qui serait diffusée soit à l'automne 2012 ou à l'hiver ou printemps 2013. Par contre, en date du 22 décembre 2011, la production de la deuxième saison ne fait pas partie des plans de Radio-Canada.

## Fiche technique
- Scénario : Gilles Desjardins
- Réalisation : Alain DesRochers
- Société de production : Productions Sovimage

## Distribution
- Mariloup Wolfe : Camille Courval
- Laurence Leboeuf (VF : Marie Nonnenmacher) : Florence Courval
- Éric Bruneau (VF : Adrien Solis) : Étienne Monestier
- Vincent-Guillaume Otis : Louis Morin
- Benoit Brière (VF : Gilbert Levy) : Coroner Boutet
- Guy Nadon : Inspecteur Dagenais
- Paul Doucet : Dr Boyer
- Jean-Nicolas Verreault (VF : Fabrice Lelyon) : Victor Désilets
- Gaston Lepage : Gustave Fillion
- Jacques L'Heureux : Notaire Bellemare
- Gilles Renaud : Professeur Casgrain
- Suzanne Champagne (VF : Marie-Madeleine Burguet-Le Doze) : Mme Laporte
- Paul Dion : Bourreau Redman
- Michel Charette : Jérôme Boileau
- Jean Petitclerc : Simon Tremblay
- Hugo Giroux : Sergent Bilodeau
- Nico Gagnon : Adrien Lord
- Roberto Mei : Marco Santini
- Benoît Dagenais : Procureur de la couronne
- Normand Lévesque : Juge Savard
- Danielle Fichaud : tante Victoire
- Alexandre Goyette : Mont-Rouge
- Patrick Lauzon : Frank
- Pascal Contamine : Pimp Léo
- Martin Dubreuil : Joseph Vallières
- Brigitte Poupart : Sœur Tharcisius
- Patrick Goyette : Dr Laberge
- Amber Mullin : Mathilde
- Étienne De Passillé : Fernand Laflamme
- Léa Traversy : prostituée
- Alain Boucher : cousin de Louis
- Jeanne Ostiguy : religieuse
- Jean Latreille : policier
- Martin Tremblay : Eugène Desaulniers
- Jean Turcotte : journaliste
- Catherine-Amélie Côté : Agathe
- Luc Morissette : fonctionnaire
- Francis-William Rhéaume : client d'une prostituée
- Jacques Allard : directeur de la prison
- Antoine DesRochers : camelot
- Steve Pilarezik : Benoit Casgrain
- André Normandin : Gardien de prison

Version française
- Société de doublage : Audi'art
- Adaptation des dialogues : Nevem Alokpah, François Bercovici, Loïc Espinosa, Marianne Rabineau

 Source et légende : version française (VF) sur RS Doublage

## Récompense
- Prix de la contribution artistique et technique au Festival de la fiction TV de La Rochelle 2010[6].